# 동년왕사
《동년왕사》(童年往事, The Time to Live and the Time to Die)는 대만에서 제작된 허우 샤오시엔 감독의 1985년 드라마 영화이다. 유안순 등이 주연으로 출연하였다.
허우 감독의 3부작 영화 가운데 두 번째 영화이며, 첫 번째 영화는 동동의 여름방학(1984년), 세 번째 영화는 연연풍진(1986년)이다.

## 출연

### 주연
- 유안순
- 전풍
- 매방